# ایسفلد
شهر ایسفلد در ایالت تورینگن در کشور آلمان واقع شده است.